# Kristina Grovesová
Kristina Grovesová (* 4. prosince 1976 Ottawa, Ontario) je bývalá kanadská rychlobruslařka, několikanásobná olympijská medailistka a mistryně světa.
Na mezinárodní scéně působila od roku 1996, z kontinentálního mistrovství (Severní Amerika + Oceánie) pravidelně vozí od jeho založení v roce 1999 medaile. Svůj olympijský debut absolvovala Grovesová v Salt Lake City 2002, jejím nejlepším výsledkem bylo 8. místo na trati 3000 m. Postupně se začala prosazovat v první desítce ve Světovém poháru i na mistrovství světa. V roce 2008 zvítězila na světovém šampionátu na trati 3000 m, v letech 2007 a 2009 v rámci družstva ve stíhacím závodě. Na mistrovství světa ve víceboji skončila v roce 2009 druhá. V sezónách 2007/2008, 2008/2009 a 2009/2010 vyhrála celkové pořadí Světového poháru na trati 1500 m.
Na Zimních olympijských hrách 2006 získala dvě stříbrné medaile, ve Vancouveru 2010 stříbro a bronz.